# 希臘西鯡
希臘西鯡為輻鰭魚綱鲱形目鲱科的其中一種，被IUCN列為極危保育類動物，分布於希臘Vistonis湖水域，體長可達17公分，棲息在淡水湖泊，因水汙染而受到威脅。

## 擴展閱讀
維基物種上的相關：希臘西鯡